# 匹兹堡 (加利福尼亚州)
匹兹堡（英語：Pittsburg），是美国加利福尼亚州康特拉科斯塔县下属的一个城市。于1903年6月25日建市。城市面积约为44.6平方公里，根据2010年美国人口普查，该市有人口63,264人。